# Temporada 1967-68 de Los Angeles Lakers
La temporada 1967-68 fue la vigésima de los Lakers en la NBA, y la octava en su ubicación en Los Ángeles, California. La temporada regular acabaron con 52 victorias y 30 derrotas, ocupando el segundo puesto de la División Oeste y clasificándose para los playoffs, en los que cayeron en las Finales ante los Boston Celtics.

## Elecciones en elDraft
| Ronda | Puesto | Jugador           | Posición  | Nacionalidad   | Universidad    |
| ----- | ------ | ----------------- | --------- | -------------- | -------------- |
| 2     | 16     | Randolph Mahaffey | Ala-Pívot | Estados Unidos | Clemson        |
| 4     | 35     | Cliff Anderson    | Escolta   | Estados Unidos | Saint Joseph's |

## Temporada regular
| División Oeste           | División Oeste | División Oeste | División Oeste | División Oeste | División Oeste | División Oeste | División Oeste | División Oeste |
| Equipo                   | G              | P              | %              | PD             | Casa           | Fuera          | Neutral        | Div            |
| ------------------------ | -------------- | -------------- | -------------- | -------------- | -------------- | -------------- | -------------- | -------------- |
| x-St. Louis Hawks        | 56             | 26             | .683           | –              | 25–7           | 22–13          | 9–6            | 31–9           |
| x-Los Angeles Lakers     | 52             | 30             | .634           | 4              | 30–11          | 18–19          | 4–0            | 28–12          |
| x-San Francisco Warriors | 43             | 39             | .524           | 13             | 27–14          | 16–23          | 0–2            | 24–16          |
| x-Chicago Bulls          | 29             | 53             | .354           | 27             | 11–22          | 12–24          | 6–7            | 11–29          |
| Seattle SuperSonics      | 23             | 59             | .280           | 33             | 10–21          | 7–24           | 6–14           | 15–25          |
| San Diego Rockets        | 15             | 67             | .183           | 41             | 8–33           | 4–26           | 3–8            | 11–29          |

## Playoffs

### Semifinales de División
Los Angeles Lakers vs. Chicago Bulls 
| Fecha       | Partido                                   | Ciudad      |
| ----------- | ----------------------------------------- | ----------- |
| 24 de marzo | Los Angeles Lakers 109, Chicago Bulls 101 | Los Ángeles |
| 25 de marzo | Los Angeles Lakers 111, Chicago Bulls 106 | Los Ángeles |
| 27 de marzo | Chicago Bulls 104, Los Angeles Lakers 98  | Chicago     |
| 29 de marzo | Chicago Bulls 87, Los Angeles Lakers 93   | Chicago     |
| 31 de marzo | Los Angeles Lakers 122, Chicago Bulls 99  | Los Ángeles |
|             | Los Angeles Lakers gana las series 4-1    |             |

### Finales de División
Los Angeles Lakers vs. San Francisco Warriors
| Fecha       | Partido                                            | Ciudad        |
| ----------- | -------------------------------------------------- | ------------- |
| 5 de abril  | Los Angeles Lakers 133, San Francisco Warriors 105 | Los Ángeles   |
| 10 de abril | Los Angeles Lakers 115, San Francisco Warriors 112 | Los Ángeles   |
| 11 de abril | San Francisco Warriors 124, Los Angeles Lakers 128 | San Francisco |
| 13 de abril | San Francisco Warriors 100, Los Angeles Lakers 106 | San Francisco |
|             | Los Angeles Lakers gana las series 4-0             |               |

### Finales de la NBA
Boston Celtics - Los Angeles Lakers
| Fecha       | Partido                                    | Ciudad      |
| ----------- | ------------------------------------------ | ----------- |
| 21 de abril | Boston Celtics 107, Los Angeles Lakers 101 | Boston      |
| 24 de abril | Boston Celtics 113, Los Angeles Lakers 123 | Boston      |
| 26 de abril | Los Angeles Lakers 119, Boston Celtics 127 | Los Ángeles |
| 28 de abril | Los Angeles Lakers 118, Boston Celtics 105 | Los Ángeles |
| 30 de abril | Boston Celtics 120, Los Angeles Lakers 117 | Boston      |
| 2 de mayo   | Los Angeles Lakers 109, Boston Celtics 124 | Los Ángeles |
|             | Boston gana las finales 4-2                |             |

## Estadísticas
| Rk | Jugador          | Edad | P  | PT | MP   | TC  | TCI  | %TC  | TL  | TLI | %TL   | RB   | AS  | FP  | PTS  |
| 1  | Elgin Baylor     | 33   | 77 |    | 39.3 | 9.8 | 22.2 | .443 | 6.3 | 8.1 | .786  | 12.2 | 4.6 | 3.0 | 26.0 |
| 2  | Jerry West       | 29   | 51 |    | 37.6 | 9.3 | 18.2 | .514 | 7.7 | 9.5 | .811  | 5.8  | 6.1 | 3.0 | 26.3 |
| 3  | Archie Clark     | 26   | 81 |    | 37.5 | 7.8 | 16.2 | .480 | 4.4 | 5.9 | .740  | 4.2  | 4.4 | 2.9 | 19.9 |
| 4  | Tom Hawkins      | 31   | 78 |    | 31.6 | 5.0 | 10.0 | .499 | 1.6 | 2.9 | .546  | 5.9  | 1.5 | 3.7 | 11.6 |
| 5  | Darrall Imhoff   | 29   | 82 |    | 27.7 | 3.6 | 7.5  | .478 | 2.2 | 3.5 | .619  | 10.9 | 2.5 | 3.2 | 9.3  |
| 6  | Gail Goodrich    | 24   | 79 |    | 26.0 | 5.0 | 10.3 | .486 | 3.8 | 5.0 | .770  | 2.5  | 2.6 | 2.9 | 13.8 |
| 7  | Erwin Mueller    | 23   | 39 |    | 24.9 | 3.4 | 6.5  | .520 | 1.6 | 2.6 | .592  | 5.7  | 2.0 | 2.2 | 8.3  |
| 8  | Mel Counts       | 26   | 82 |    | 21.2 | 4.7 | 9.9  | .475 | 2.3 | 3.1 | .748  | 8.9  | 1.7 | 3.8 | 11.7 |
| 9  | Freddie Crawford | 26   | 38 |    | 19.9 | 4.2 | 8.7  | .482 | 1.9 | 3.2 | .617  | 2.9  | 2.5 | 2.7 | 10.3 |
| 10 | Jim Barnes       | 26   | 42 |    | 17.0 | 2.4 | 5.6  | .430 | 1.4 | 2.1 | .670  | 5.0  | 0.6 | 3.2 | 6.2  |
| 11 | John Wetzel      | 23   | 38 |    | 11.4 | 1.4 | 3.1  | .437 | 0.9 | 1.2 | .761  | 2.2  | 1.3 | 1.4 | 3.7  |
| 12 | Dennis Hamilton  | 23   | 44 |    | 8.6  | 1.2 | 2.5  | .500 | 0.3 | 0.3 | 1.000 | 1.6  | 0.7 | 1.0 | 2.8  |
| 13 | Cliff Anderson   | 23   | 18 |    | 5.2  | 0.4 | 1.6  | .241 | 0.7 | 1.6 | .429  | 0.6  | 0.9 | 1.0 | 1.4  |

## Galardones y récords
| Jugador      | Galardón                              |
| Elgin Baylor | Mejor quinteto de la NBA All-Star     |
| Jerry West   | 2.º Mejor quinteto de la NBA All-Star |
| Archie Clark | All-Star                              |